# Apolastauroides kamakusa
Apolastauroides kamakusa är en tvåvingeart som beskrevs av Artigas och Nelson Papavero 1988. Apolastauroides kamakusa ingår i släktet Apolastauroides och familjen rovflugor.
Artens utbredningsområde är Guyana. Inga underarter finns listade i Catalogue of Life.